# جورج ر. جولد
جورج ر. جولد (بالإنجليزية: George Gold)‏ هو سياسي أمريكي، ولد في 9 أكتوبر 1830 في الولايات المتحدة، وتوفي في 1 يونيو 1902 في نفس البلد.